# Accidentul aviatic de la München (1958)
Accidentul aviatic de la München se referă cel care a avut loc la 6 februarie 1958 când avionul companiei BEA (British European Airways), care venea de la Belgrad s-a prăbușit pe o pistă a aeroportului Riem al orașului München, după două tentative de decolare, nereușite din cauza condițiilor meteorologice nefavorabile.
Avionul transporta echipa de fotbal a clubului Manchester United, care se întorcea de la meciul cu Steaua Roșie Belgrad, încheiat cu scorul 3-3, rezultat care îi calificase pe britanici în semifinala Cupei Campionilor Europeni.
23 din cei 44 pasageri au murit, printre ei opt dintre fotbaliștii clubului din Manchester, Geoff Bent, Roger Byrne, Eddie Colman, Mark Jones, David Pegg, Tommy Taylor, Liam "Billy" Whelan. Duncan Edwards a supraviețuit prăbușirii, însă a decedat 15 zile mai târziu în spital.
Dintre supraviețuitori: Johnny Berry, Jackie Blanchflower, Dennis Viollet, Ray Wood și Bobby Charlton, Bill Foulkes, Harry Gregg, Kenny Morgans, Albert Scanlon, care se află în viață și astăzi. A supraviețuit accidentului și antrenorul echipei, celebrul Matt Busby (a decedat în 1994).